# Карлос Кардосо
Ка́рлос Кардо́со (порт. Carlos Alexandre Cardoso, нар. 11 вересня 1984, Санта-Роза-ді-Вітербу) — бразильський футболіст, що грав на позиції захисника.

## Ігрова кар'єра
Народився 11 вересня 1984 року в місті Санта-Роза-ді-Вітербу. Вихованець футбольної школи клубу «Комерсіаль-СП». Дорослу футбольну кар'єру розпочав 2005 року в основній команді того ж клубу, в якій провів один сезон.
Згодом перебрався до Європи, де з 2006 по 2012 рік грав у складі португальської «Ештрели», румунського «Пандурія» і російської «Аланії».
У січні 2013 року повернувся до Бразилії, ставши гравцем клубу «Віторія» (Салвадор). 16 червня 2013 року став гравцем азербайджанського «Нефтчі». У сезоні 2013/14 був ключовим гравцем команди і провів 25 матчів, у яких забив 4 голи, у тому ж сезоні здобув Кубок Азербайджану.
Протягом 2015—2016 років захищав кольори іранського клубу «Трактор Сазі», після чого завершив кар'єру на батьківщині у клубах «Америка Мінейру» та «Ботафогу Сан-Паулу», за які виступав до 2017 року.

## Досягнення
- Володар Кубка Азербайджану: 2013/14